# Brian Callahan
Brian Callahan (Champaign, 10 giugno 1984) è un allenatore di football americano statunitense che svolge il ruolo di capo-allenatore dei Tennessee Titans della National Football League (NFL).

## Carriera

### Primi anni
Nel 2006 Callahan iniziò la sua carriera da allenatore come stagista alla University of California, Los Angeles (UCLA).In seguito fu coordinatore offensivo e allenatore dei quarterback alla Junípero Serra High School di San Mateo, California dal 2008 al 2009.

### Denver Broncos
Nel 2010 Callahan fu assunto dai Denver Broncos come assistente allenatore. Occupò varie posizioni nello staff della squadra, vincendo il Super Bowl 50 contro i Carolina Panthers nell'ultima stagione.

### Detroit Lions
Nel febbraio 2016 Callahan fu assunto dai Detroit Lions come allenatore dei quarterback.

### Oakland Raiders
Nel gennaio 2018 Callahan passò agli Oakland Raiders come allenatore dei quarterback.

### Cincinnati Bengals
Il 7 gennaio 2019 Callahan fu assunto dai Cincinnati Bengals come coordinatore offensivo. Con essi raggiunse il Super Bowl nella stagione 2021, perdendo contro i Los Angeles Rams.

### Tennessee Titans
Il 24 gennaio 2024 Callahan fu assunto come capo-allenatore dai Tennessee Titans.

## Record come capo-allenatore
| Squadra |        | Stagione regolare | Stagione regolare | Stagione regolare | Stagione regolare | Stagione regolare | Playoff | Playoff | Playoff   |
| Squadra | Anno   | Vinte             | Perse             | Pari              | %                 | Posizione         | Vinte   | Perse   | Risultato |
| ------- | ------ | ----------------- | ----------------- | ----------------- | ----------------- | ----------------- | ------- | ------- | --------- |
| TEN     | 2024   | 0                 | 0                 | 0                 | .000              | in corso          | -       | -       | -         |
| Totale  | Totale | 0                 | 0                 | 0                 | .000              |                   | -       | -       |           |